# Уау ан Намус
Уау ан Намус (на арабски: واو الناموس – „оазис на комарите“) е вулканично поле, вулканично гърло и калдера в южен Фезан, Либия. Намира се близо до географския център на Сахара.

## Описание
Вътре в самата калдера има оазис от три солени езерца в които кипи живот а погледнати от птичи поглед изглеждат доста красиво обагрени в ярки цветове заради микроорганизмите обитаващи водата. Около този оазис вулканът е с черен цвят на скалата. Този черен цвят скала кара централната част с оазиса да изпъква на фона и се вижда дори от космоса.
До Либийската гражданска война от 2011 г. Уау ан Намус е популярна туристическа атракция.